# Vuelta a Burgos 2008
La Vuelta a Burgos 2008, trentesima edizione della corsa, si svolse dal 5 al 9 agosto 2008 su un percorso di 802 km ripartiti in 5 tappe, con partenza da Medina de Pomar e arrivo a Lagunas de Neila. Fu vinta dallo spagnolo Xabier Zandio Echaide della Caisse d'Epargne davanti al suo connazionale Iñigo Landaluze Intxaurraga e al colombiano Walter Pedraza.

## Tappe
| Tappa  | Data     | Percorso                                    | km  | Vincitore di tappa        | Leader cl. generale   |
| ------ | -------- | ------------------------------------------- | --- | ------------------------- | --------------------- |
| 1ª     | 5 agosto | Medina de Pomar > Villarcayo                | 150 | Andrei Kunitski           | Andrei Kunitski       |
| 2ª     | 6 agosto | Belorado > Miranda de Ebro                  | 186 | Yauheni Hutarovich        | Andrei Kunitski       |
| 3ª     | 7 agosto | Melgar de Fernamental > Burgos              | 149 | Koldo Fernandez De Larrea | Andrei Kunitski       |
| 4ª     | 8 agosto | Burgos > Aranda de Duero                    | 162 | Yauheni Hutarovich        | Andrei Kunitski       |
| 5ª     | 9 agosto | Areniscas de los Pinares > Lagunas de Neila | 155 | Juan José Cobo Acebo      | Xabier Zandio Echaide |
| Totale | Totale   | Totale                                      | 802 |                           |                       |

## Dettagli delle tappe

### 1ª tappa
- 5 agosto: Medina de Pomar > Villarcayo – 150 km

| Pos. | Corridore             | Squadra          | Tempo    |
| ---- | --------------------- | ---------------- | -------- |
| 1    | Andrei Kunitski       | Acqua & Sap.     | 3h24'45" |
| 2    | Julien Loubet         | AG2R             | a 18"    |
| 3    | Xabier Zandio Echaide | Caisse d'Epargne | a 21"    |

| Pos. | Corridore             | Squadra          | Tempo    |
| ---- | --------------------- | ---------------- | -------- |
| 1    | Andrei Kunitski       | Acqua & Sap.     | 3h24'45" |
| 2    | Julien Loubet         | AG2R             | a 18"    |
| 3    | Xabier Zandio Echaide | Caisse d'Epargne | a 21"    |

### 2ª tappa
- 6 agosto: Belorado > Miranda de Ebro – 186 km

| Pos. | Corridore          | Squadra | Tempo    |
| ---- | ------------------ | ------- | -------- |
| 1    | Yauheni Hutarovich | FDJ     | 4h13'54" |
| 2    | Stéphane Poulhiès  | AG2R    | s.t.     |
| 3    | Tomas Vaitkus      | Astana  | s.t.     |

| Pos. | Corridore             | Squadra          | Tempo    |
| ---- | --------------------- | ---------------- | -------- |
| 1    | Andrei Kunitski       | Acqua & Sap.     | 7h38'39" |
| 2    | Julien Loubet         | AG2R             | a 18"    |
| 3    | Xabier Zandio Echaide | Caisse d'Epargne | a 21"    |

### 3ª tappa
- 7 agosto: Melgar de Fernamental > Burgos – 149 km

| Pos. | Corridore                 | Squadra    | Tempo    |
| ---- | ------------------------- | ---------- | -------- |
| 1    | Koldo Fernandez De Larrea | Euskaltel  | 3h19'43" |
| 2    | Stefan van Dijk           | Mitsubishi | s.t.     |
| 3    | Yauheni Hutarovich        | FDJ        | s.t.     |

| Pos. | Corridore             | Squadra          | Tempo     |
| ---- | --------------------- | ---------------- | --------- |
| 1    | Andrei Kunitski       | Acqua & Sap.     | 10h58'31" |
| 2    | Xabier Zandio Echaide | Caisse d'Epargne | a 12"     |
| 3    | Julien Loubet         | AG2R             | a 18"     |

### 4ª tappa
- 8 agosto: Burgos > Aranda de Duero – 162 km

| Pos. | Corridore          | Squadra | Tempo    |
| ---- | ------------------ | ------- | -------- |
| 1    | Yauheni Hutarovich | FDJ     | 3h50'18" |
| 2    | Tomas Vaitkus      | Astana  | s.t.     |
| 3    | Elio Rigotto       | Milram  | s.t.     |

| Pos. | Corridore             | Squadra          | Tempo     |
| ---- | --------------------- | ---------------- | --------- |
| 1    | Andrei Kunitski       | Acqua & Sap.     | 14h48'40" |
| 2    | Julien Loubet         | AG2R             | a 18"     |
| 3    | Xabier Zandio Echaide | Caisse d'Epargne | a 21"     |

### 5ª tappa
- 9 agosto: Areniscas de los Pinares > Lagunas de Neila – 155 km

| Pos. | Corridore               | Squadra          | Tempo    |
| ---- | ----------------------- | ---------------- | -------- |
| 1    | Juan José Cobo Acebo    | Scott            | 3h53'10" |
| 2    | Manuel Vázquez          | Contentpolis     | a 9"     |
| 3    | Daniel Moreno Fernandez | Caisse d'Epargne | a 18"    |

| Pos. | Corridore                   | Squadra          | Tempo     |
| ---- | --------------------------- | ---------------- | --------- |
| 1    | Xabier Zandio Echaide       | Caisse d'Epargne | 18h42'57" |
| 2    | Iñigo Landaluze Intxaurraga | Euskaltel        | a 12"     |
| 3    | Walter Pedraza              | Tinkoff          | a 29"     |

## Classifiche finali

### Classifica generale
| Pos. | Corridore                   | Squadra                | Tempo     |
| ---- | --------------------------- | ---------------------- | --------- |
| 1    | Xabier Zandio Echaide       | Caisse d'Epargne       | 18h42'57" |
| 2    | Iñigo Landaluze Intxaurraga | Euskaltel-Euskadi      | a 12"     |
| 3    | Walter Pedraza              | Tinkoff Credit Systems | a 29"     |
| 4    | Julien Loubet               | Ag2r-La Mondiale       | a 1'23"   |
| 5    | Ezequiel Mosquera           | Xacobeo Galicia        | a 1'27"   |
| 6    | Juan José Cobo Acebo        | Scott-American Beef    | a 1'29"   |
| 7    | Manuel Vázquez              | Contentpolis-Murcia    | a 1'38"   |
| 8    | Andrei Kunitski             | Acqua & Sapone         | a 1'41"   |
| 9    | Daniel Moreno Fernandez     | Caisse d'Epargne       | a 1'47"   |
| 10   | Stefano Garzelli            | Acqua & Sapone         | a 1'51"   |